# Équipe de Suisse de football en 2007
Cet article présente l'année 2007 pour l'équipe de Suisse de football. En mars et en novembre, elle rencontre pour la première fois les équipes de Jamaïque et du Nigeria.

## Bilan
|           | Nombre de matchs | Victoires | Défaites | Matchs nuls | Buts marqués | Buts encaissés |
| Domicile  | 7                | 3         | 3        | 1           | 11           | 10             |
| Extérieur | 3                | 1         | 2        | 0           | 4            | 6              |
| Neutre    | 0                | 0         | 0        | 0           | 0            | 0              |
| Total     | 10               | 4         | 5        | 1           | 15           | 16             |

## Matchs et résultats
| Match amical                                       | Allemagne                           | 3 - 1   | Suisse       | ESPRIT arena, Düsseldorf                     |                                              |
| 7 février 2007 · 20h00 · Historique des rencontres | Kuranyi 7e · Gómez 30e · Frings 66e | (2 - 0) | 71e Streller | Spectateurs : 51 333 Arbitrage : Ruud Bossen | Spectateurs : 51 333 Arbitrage : Ruud Bossen |
| 7 février 2007 · 20h00 · Historique des rencontres | Rapport                             |         |              | Spectateurs : 51 333 Arbitrage : Ruud Bossen | Spectateurs : 51 333 Arbitrage : Ruud Bossen |

| Match amical                                     | Jamaïque | 0 - 2   | Suisse                  | Lockhart Stadium, Fort Lauderdale         |                                           |
| 22 mars 2007 · 20h00 · Historique des rencontres |          | (0 - 2) | 7e Streller · 12e Inler | Spectateurs : 3 254 Arbitrage : Alex Prus | Spectateurs : 3 254 Arbitrage : Alex Prus |
| 22 mars 2007 · 20h00 · Historique des rencontres | Rapport  |         |                         | Spectateurs : 3 254 Arbitrage : Alex Prus | Spectateurs : 3 254 Arbitrage : Alex Prus |

| Match amical                                     | Colombie                             | 3 - 1   | Suisse          | Miami Orange Bowl, Miami                      |                                               |
| 25 mars 2007 · 13h30 · Historique des rencontres | Perea 5e · Viafara 57e · Chitiva 85e | (1 - 1) | 39e (pen.) Frei | Spectateurs : 16 000 Arbitrage : Terry Vaughn | Spectateurs : 16 000 Arbitrage : Terry Vaughn |
| 25 mars 2007 · 13h30 · Historique des rencontres | Rapport                              |         |                 | Spectateurs : 16 000 Arbitrage : Terry Vaughn | Spectateurs : 16 000 Arbitrage : Terry Vaughn |

| Match amical                                    | Suisse       | 1 - 1   | Argentine | Parc Saint-Jacques, Bâle                          |                                                   |
| 2 juin 2007 · 20h30 · Historique des rencontres | Streller 64e | (0 - 0) | 50e Tévez | Spectateurs : 29 000 Arbitrage : Domenico Messina | Spectateurs : 29 000 Arbitrage : Domenico Messina |
| 2 juin 2007 · 20h30 · Historique des rencontres | Rapport      |         |           | Spectateurs : 29 000 Arbitrage : Domenico Messina | Spectateurs : 29 000 Arbitrage : Domenico Messina |

| Match amical                                     | Suisse                 | 2 - 1   | Pays-Bas | Stade de Genève, Genève                          |                                                  |
| 22 août 2007 · 20h30 · Historique des rencontres | Barnetta 9e (pen.) 51e | (1 - 0) | 52e Kuyt | Spectateurs : 24 000 Arbitrage : Laurent Duhamel | Spectateurs : 24 000 Arbitrage : Laurent Duhamel |
| 22 août 2007 · 20h30 · Historique des rencontres | Rapport                |         |          | Spectateurs : 24 000 Arbitrage : Laurent Duhamel | Spectateurs : 24 000 Arbitrage : Laurent Duhamel |

| Match amical                                         | Suisse                      | 2 - 1   | Chili       | Ernst-Happel-Stadion, Vienne                   |                                                |
| 7 septembre 2007 · 18h00 · Historique des rencontres | Barnetta 13e · Streller 55e | (1 - 1) | 44e Sánchez | Spectateurs : 2 500 Arbitrage : Fritz Stuchlik | Spectateurs : 2 500 Arbitrage : Fritz Stuchlik |
| 7 septembre 2007 · 18h00 · Historique des rencontres | Rapport                     |         |             | Spectateurs : 2 500 Arbitrage : Fritz Stuchlik | Spectateurs : 2 500 Arbitrage : Fritz Stuchlik |

| Match amical                                          | Suisse                                      | 3 - 4   | Japon                                         | Wörthersee Stadion, Klagenfurt                  |                                                 |
| 11 septembre 2007 · 20h15 · Historique des rencontres | Magnin 11e · Nkufo 13e (pen.) · Djourou 80e | (2 - 0) | 53e 78e (pen.) Nakamura · 67e Maki · 92e Yano | Spectateurs : 19 500 Arbitrage : Stefan Messner | Spectateurs : 19 500 Arbitrage : Stefan Messner |
| 11 septembre 2007 · 20h15 · Historique des rencontres | Rapport                                     |         |                                               | Spectateurs : 19 500 Arbitrage : Stefan Messner | Spectateurs : 19 500 Arbitrage : Stefan Messner |

| Match amical                                        | Suisse                      | 3 - 1   | Autriche      | Stade du Letzigrund, Zurich                  |                                              |
| 13 octobre 2007 · 20h30 · Historique des rencontres | Streller 2e 55e · Yakın 36e | (2 - 1) | 11e Aufhauser | Spectateurs : 22 500 Arbitrage : Alain Hamer | Spectateurs : 22 500 Arbitrage : Alain Hamer |
| 13 octobre 2007 · 20h30 · Historique des rencontres | Rapport                     |         |               | Spectateurs : 22 500 Arbitrage : Alain Hamer | Spectateurs : 22 500 Arbitrage : Alain Hamer |

| Match amical                                        | Suisse  | 0 - 1   | États-Unis  | Parc Saint-Jacques, Bâle                            |                                                     |
| 17 octobre 2007 · 20h30 · Historique des rencontres |         | (0 - 0) | 86e Bradley | Spectateurs : 16 500 Arbitrage : Frank De Bleeckere | Spectateurs : 16 500 Arbitrage : Frank De Bleeckere |
| 17 octobre 2007 · 20h30 · Historique des rencontres | Rapport |         |             | Spectateurs : 16 500 Arbitrage : Frank De Bleeckere | Spectateurs : 16 500 Arbitrage : Frank De Bleeckere |

| Match amical                                         | Suisse  | 0 - 1   | Nigeria   | Stade du Letzigrund, Zurich                 |                                             |
| 20 novembre 2007 · 20h45 · Historique des rencontres |         | (0 - 0) | 79e Taiwo | Spectateurs : 12 700 Arbitrage : Ivan Bebek | Spectateurs : 12 700 Arbitrage : Ivan Bebek |
| 20 novembre 2007 · 20h45 · Historique des rencontres | Rapport |         |           | Spectateurs : 12 700 Arbitrage : Ivan Bebek | Spectateurs : 12 700 Arbitrage : Ivan Bebek |